# رژیم خاندان تایرا

مون خاندان تایرا

رژیم خاندان تایرا، رژیم هیشی (به ژاپنی: 平氏政権) یک رژیم سامورایی است که از به قدرت رسیدن تایرا نو کیوموری از خاندان تایرا از ۱۱۶۰–۱۱۸۵ میلادی در ژاپن برقرار بود. از آنجائیکه محل اقامت کیوموری در روکوهارا در کیوتو بود، رژیم روکوهارا نیز نامیده می‌شود.
پس از پیروزی خاندان تایرا در شورش هیجی، تایرا نو کیوموری، مشاور امپراتور شد. وی اولین سامورایی بود که توانسته بود به چنین موقعیتی دست پیدا کند. در نهایت کیوموری کنترل دولت مرکزی را در دست گرفت و نخستین دولت تحت سلطه سامورایی را تشکیل داد و امپراتور ژاپن را به شکل یک امپراتور دست‌نشانده درآورد. با این حال، رژیم خاندان تایرا در مقایسه با جانشین آن، شوگون‌سالاری کاماکورا، هنوز هم بسیار محافظه کار بود و به جای گسترش یا تقویت توان نظامی، زنان خاندان خود را به ازدواج امپراتور درمی‌آورد و از این طریق امپراتور را کنترل می‌کرد.
بعد از شورش هیجی اعضای خاندان تایرا از نظر موقعیت کاری پیشرفت چشمگیری در کیوتو پیدا کردند. نفوذ خاندان میناموتو در دربار امپراتوری از بین رفت و خاندان تایرا به‌صورت تکیه‌گاه منحصر بفرد نظامی دربار و امپراتور گو شیراکاوا درآمد. پس از آن خاندان تایرا دختران خاندان خود را به ازدواج خاندان امپراتور و خاندان‌های اشرافی درآورد و از این طریق با این خاندان‌ها وصلت کرد. تایرا نو کیوموری، خواهر زن خود، تایرا نو شیگه‌کو را به ازدواج امپراتور گو شیراکاوا درآورد و پس از تولد فرزند آنان امپراتور تاکاکورا دختر خود تایرا نو توکوکو را نیز به ازدواج امپراتور تاکاکورا درآورد. پس از این دو وصلت با دربار قدرت خاندان تایرا بیش از پیش افزایش یافت.
در سال ۱۱۶۷ کیوموری به بلندپایه‌ترین رتبه در دولت ژاپن یعنی دایجو دایجین (صدراعظمی) رسید. تا این زمان تنها اشخاصی که جزو اشراف بودند شرایط رسیدن به چنین منصبی را داشتند و کیوموری نخستین سامورایی ای بود که توانست به چنین پایه‌ای برسد.

## تجارت با چین

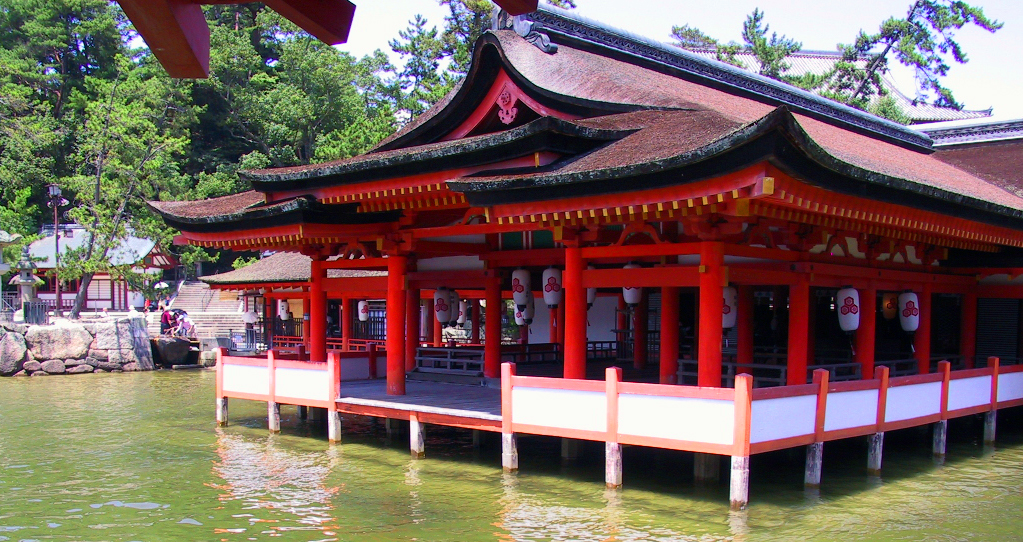
معبد ایتسوکوشیما

کیوموری همچنین به گسترش تجارت با سلسله سونگ در چین نیز توجه داشت و از این طریق توانست سود هنگفتی را به دست بیاورد. وی قسمت غربی بندر کوبه را توسعه داد و آنجا را به‌صورت پایگاه بازرگانی دریای داخلی ستو درآورد. همچنین برای تأمین امنیت راه‌های دریایی معبد ایتسوکوشیما را محل پرستش اوجی‌گامی (کامی خاص منطقه) قرار داد و ساختمان این معبد را مرمت کرد. کالاهایی که از راه‌های دریایی از ژاپن صادر می‌شدند عبارت بودند از طلا، گوگرد، بادبزن، شمشیر و غیره و کالاهای وارداتی پول، سفال و ابریشم و غیره بودند. همچنین در این زمان در ژاپن سکه ساخته نمی‌شد و مقادیر زیادی نیز از چین سکه وارد می‌شد و در مبادلات داخلی مورد استفاده قرار می‌گرفت. بدین ترتیب خاندان تایرا توانستند به طرز خاندان‌های اشرافی زندگی کنند.